# Empria excisa
Empria excisa är en stekelart som först beskrevs av Thomson 1871.  Empria excisa ingår i släktet Empria, och familjen bladsteklar. Arten är reproducerande i Sverige.